# Довжанська битва
Довжа́нська би́тва ку́руців (7 червня 1703) — перший бій Національно-визвольної війни 1703—1711 років під проводом Ференца II Ракоці, який відбувся біля села Довге між куруцами під командуванням Тамаша Есе з одного боку та дворянським ополченням разом з регулярною австрійською армією під командуванням Шандора Карої — з іншого.

## Передумови
Після вигнання турків з Угорщини, на її території надовго утвердилася влада австрійських імператорів. Становище простого населення різко погіршилося. Вже з середини 90-х років XVII століття австрійська влада почала впроваджувати політику централізації, внаслідок чого скорочувались повноваження місцевих органів влади та насаджувалися абсолютистські методи правління. Це дало новий привід для виступів народних мас.
В цей час Ференц II Ракоці тікає з в'язниці до Польщі, де зустрічається зі своїм вірним другом — графом Міклошем Берчені. Разом з Берчені вони переховуються в маєтку в селі Бережани, ведуть таємне листування з французьким королем та чекають сприятливих обставин, щоб розпочати повстання. Згодом до Ракоці прибувають посланці від селян комітату Береґ, які просять його очолити народне повстання. Янош Мойш — хоробрий, але бідний нямеш — оголосив, що тисячі озброєних людей чекають, щоб перейти до Ракоці. Що народ готовий йти в бій і виконувати накази, але потрібен керівник, який повинен направляти та надихати повстанців. Він просив не покидати напризволяще юрбу, яка сподівалась на допомогу. Зважаючи на сприятливі обставини та зовнішньополітичну ситуацію, Ференц II Ракоці вирішив погодитись на пропозицію селян та почав готуватись до військових дій.
Михайло Пап був першим, хто присягнув на вірність Ракоці на червоному шовковому прапорі, з одної сторони якого був герб та ініціали Ракоці, з іншої — напис «Cum deo pro patria et libertate!» (лат. «З Богом за Вітчизну та Свободу!»). Ракоці передав селянам декілька таких стягів, але до спеціального розпорядження було заборонено використовувати ці прапори, що символізували належність до курців Ракоці. Також він вручив куруцам звернення до «всіх шляхетних і безродних угорців» з вимогою визволення Угорщини від «протиправного і нестерпного гніту» австрійської вояччини і чиновників, які безперешкодно господарювали в країні, позбавленій майже всіх атрибутів самостійності (т. зв. Бережанська відозва, яка стала одним із найважливіших документів національно-визвольної війни).
Повстання спалахнуло у 1703 році — в той самий час, коли більша частина австрійських військ була виведена за межі Угорщини і направлена проти Франції. В регіоні верхньої течії Тиси піднімаються селяни, що знаходились під важким гнітом дворянства. В цей же час до польсько-угорського кордону Ракоці стягує польські війська. Поштовхом до загального виступу селян стали події в Березькому комітаті, де незадоволених очолив відважний селянський ватажок, учасник повстання 1697–1698 років — Томаш Есе з села Тарпа (сучасна Угорщина). Ядро повстанського загону становили селяни з с. Вари Берегівського району і Тарпи. До них приєдналися загони з Мукачівщини на чолі з немешем Михайлом Папом (Pap Mihály) із Мукачева та Альбертом Кішем (Kiss Albert) із села Баркасово. Серед керівників повстанців були Дьєрдь Біге(Bige György) — кріпак із села Бене, який воював в загонах куруців Текелі; Янош Мойш (Majos János) — молодий немеш; Іштван Моріц (Móricz István) та Надь Мартон (Nagy Márton). Есе, Кіш та Моріц очолили загони піхоти; Пап, Біге, Мойш та Надь — керували вершниками. Повстання швидко охопило сусідні села — Вилок, Бене, Мужієво — і поширилося на Березький, Угочанський, Марамороський та Ужанський комітати. На Рахівщині бойове ядро повстанців складали опришки на чолі з Пинтею, Федором Бойком, Іваном Пискливим. В Ужанському комітаті, на Перечинщині, керівником повстання став Іван Беца.

## Сили сторін
Армія куруців складалась переважно з піхоти та налічувала близько 3000 погано озброєних селян. Вершників була невелика кількість — здебільшого керівники повстанців та дрібне дворянство (немеші). Очолював армію куруців Томаш Есе, а також декілька ватажків загонів.
Сили лабанців були чисельно меншими — близько 1200, серед них:
- 520 вершників — дворян Шандора Карої;
- 300 вершників генерала австрійської армії Геркулеса фон Монтекуколлі;
- 200 піхотинців графа Іштвана Чакі.

## Хронологія битви

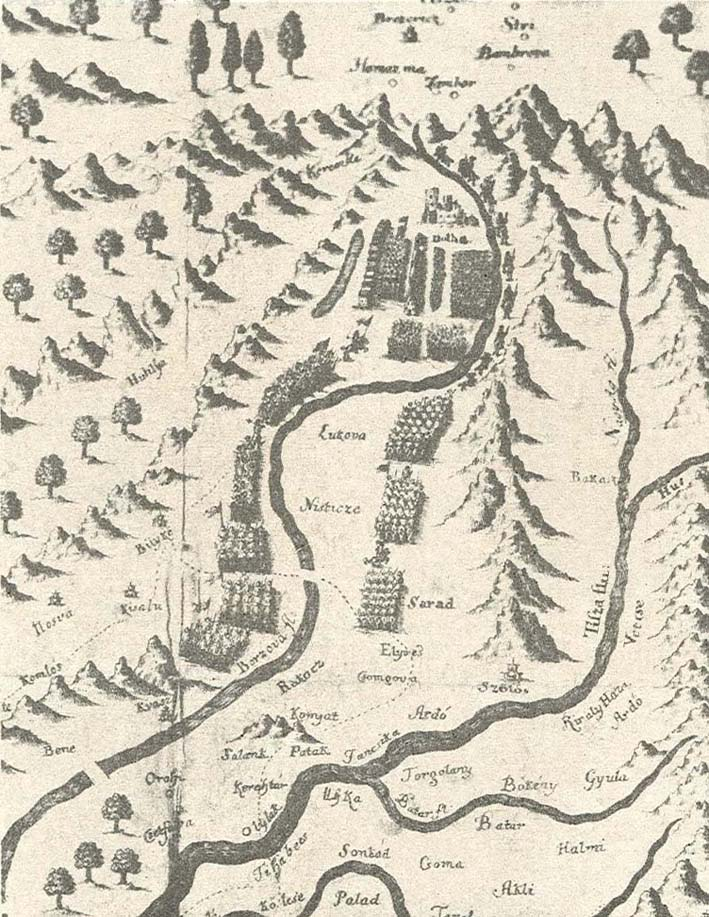
Схема Довжанської битви.
Малюнок Шандора Карої. 1703 р.

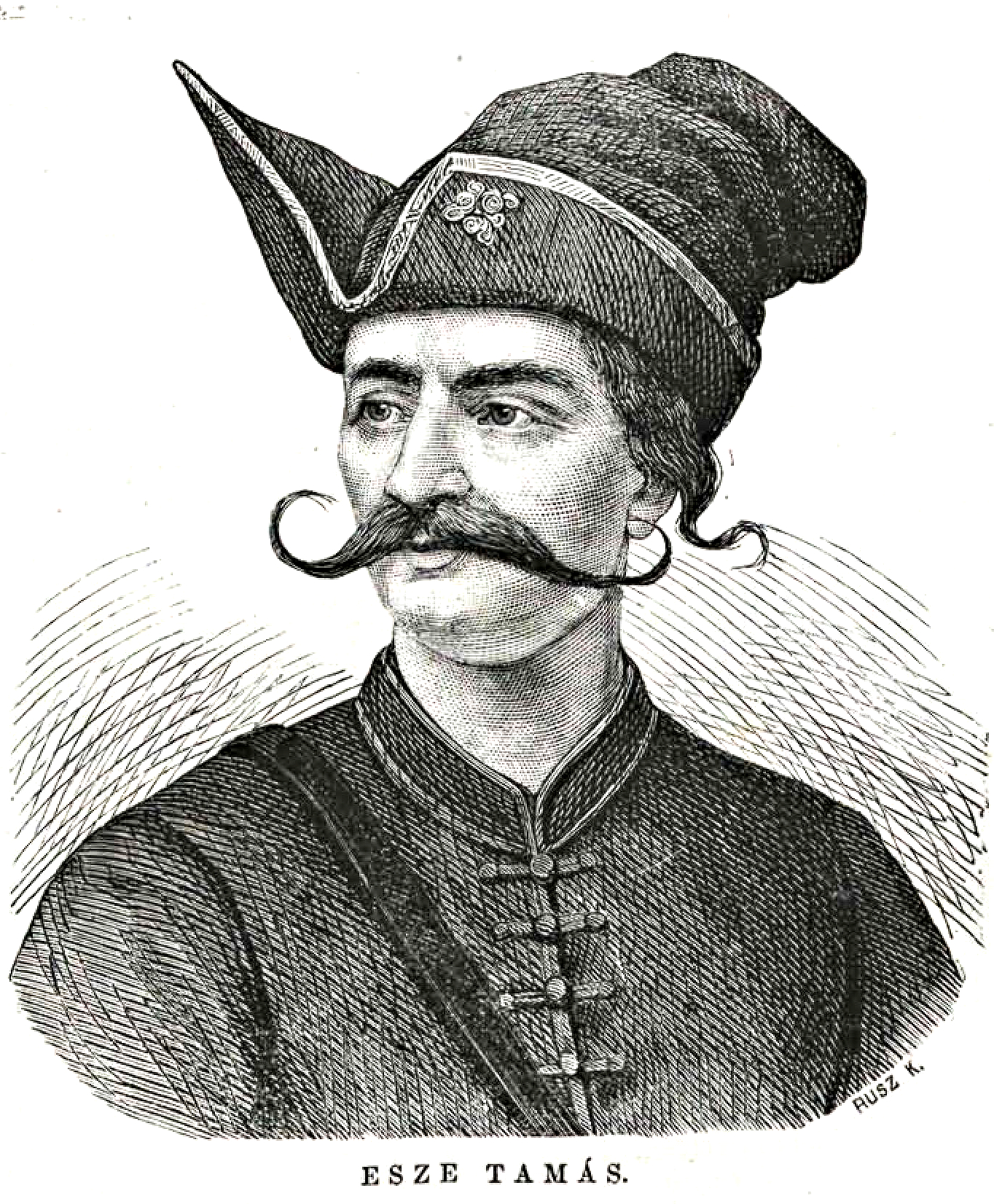
Тамаш Есе

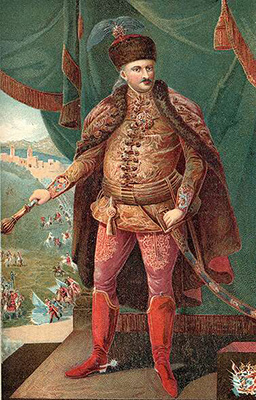
Шандор Карої

21 травня 1703 року червоні прапори — символ волі — розгорнуто в Тарпі та в сусідньому селі Вари. Це стало сигналом для виступу народних мас.
22 травня в Берегові на міській площі зачитано Бережанську відозву.
Війна з самого початку носила антифеодальний характер, але, попри суворі приписи та попередження, селяни згодом почали займатися грабежами. Зважаючи на це, сатмарський ішпан Шандор Карої вживає відповідних заходів. Він їде в Кошіце — центр округу, де розквартировано штаб жандармерії, та просить допомогти в придушенні повстання. Переговори Карої з головним капітаном Угорщини не увінчались успіхом, тому він приймає рішення придушити повстання самотужки.
На початку червня 1703 року повстанська армія на чолі з Томашем Есе зібралася біля села Довге, де сподівалася зустріти князя Ференца II Ракоці.
2 червня Карої повертається з переговорів та звертається за допомогою до генерала Геркулеса фон Монтекуколлі, полк якого був розквартирований в Дебрецені.
3 червня до Шандора Карої прибуває підкріплення із сусідніх комітатів.
5 червня Шандор Карої на чолі 520 немешів переправляється через Тису. Тут до нього приєднується 200 австрійських піхотинців графа Іштвана Чакі (угор. Csáky István), а також майже 300 вершників генерала австрійської армії Монтекуколлі (нім. Herkules Graf von Montecuccoli).
6 червня армія Карої стає на ніч в селі Білки — за 10 км від села Довге, де зупинилась повстанська армія куруців.
7 червня, близько п'ятої години на світанку, коли повстанці не чекали, відбірні загони австрійської армії напали на їхній табір, розташований в ур. Шоромпів на Лемацькому полі. Розпочався кривавий бій, який тривав близько трьох годин. Це була перша битва між повстанцями-куруцами та прихильниками австрійського імператора — лабанцями. Жителі села також приєдналися до повстанців. Хоча чисельна перевага була на боці куруців — їх було близько 3000, але сили були нерівними, бо проти регулярної австрійської армії виступив загін погано озброєних селян. Повстанці зазнали поразки і змушені були тікати в напрямку польського кордону, щоб сховатись в горах.
Шандор Карої не став переслідувати куруців. Задоволений перебігом битви та захопленими трофеями, він ночує в Білках та повертається додому.

## Втрати сторін
За різними даними було вбито від 100 до 200 куруців. Зі сторони лабанців загинув тільки 1 вершник.
Так, в протоколі допиту полоненого куруца на ім'я Пал Торпої (угор. Tarpai Pál), що проводився в місті Кошіце 20 червня 1703 року за участі військового судді, капітана та двох дворян, зазначено, що в бою під Довгим полягло близько 200 куруців, декілька було взято в полон. Серед вбитих були 3 офіцери: капітан Надь Мартон (угор. Nagy Márton), нямеш з Березького комітату; заступник капітана Іштван Варга (угор. Varga István) з комітату Сатмар; прапороносець Янош Борош (угор. Boros János) нямешського походження з комітату Сатмар. В куруців були чотири прапори, три з яких вони втратили під час битви.
В іншому документі йдеться про те, що вбито 170 повстанців і захоплено три прапори з чотирьох.
Ще одне джерело стверджує:
|  | …Duce Barone Alexandro Karoryi, ejusdem Comitatus Supremo Comite, a quibus Exercitus Hungarorum insperato in Possessione Dolha obrutus et profligatus est, occisis ex iis usque 200 captisque aliquot ex eorum numero. |

«…граф Шандор Карої, верховний ішпан комітату, який несподівано напав та переміг армію Угорщини у володінні Долга, убивши до 200 та захопивши деяких з її числа.»

## Наслідки битви
Після Довжанської битви Шандор Карої чітко зрозумів, що придушення повстання ні до чого не призведе, і потрібно на законодавчому рівні усунути причину повстань — надмірні побори селян. Він поспішив у Відень з трофейними стягами, де звернувся з проханням до кардинала Колонича та угорських високопосадовців, просив про аудієнцію у імператора, благав і заклинав послабити гніт та пом'якшити страждання селян, задовольнити прості потреби народу та відновити порядок у комітатах. Але все було марно. У Відні чиновники були настільки впевнені у правильності та глибокій мудрості своїх дій, що не сприймали жодних заперечень. Вищий військовий суд сухо відписував, що не може відступити від прийнятих ним рішень, а австрійські міністри відповідали сатмарському ішпану високомірними жартами та образами.
Шандор Карої перебував у Відні до 16 серпня 1703 року. Глибоко ображений неприємностями, з якими він зіткнувся в столиці, Карої відбуває до Кошіце, де з околиць збігались розбиті прихильники австріяків. Позаяк всі маєтки графа виявились відрізаними від нього військами куруців, Карої просить допомоги у австрійського генерала Нігрелі. «Про це не може бути навіть мови» — заперечив генерал. На ці слова Шандор Карої спокійно відповів: «Якщо я тут не можу знайти допомоги, то буду вимушений звернутися по неї туди, де мені не відмовлять». Він негайно розпочинає переговори з Берчені, з яким був знайомий особисто. Карої беззаперечно оголошує себе прихильником Ракоці, присягає йому на вірність та отримує посаду генерала куруців.
Таким чином наслідком Довжанської битви став перехід Шандора Карої на сторону куруців. Перехід цієї надзвичайно відомої та поважної людини під прапори Ракоці став одним із переломних моментів під час визвольної війни. Його прикладу наслідувала переважна більшість вищої знаті Угорщини, і рух, який спочатку був простим селянським бунтом, швидко охопив всі прошарки суспільства та переріс в спільну національну справу. Довжанська битва, попри невдалий перебіг, стала іскрою, яка запалила полум'я визвольного руху.

## Легенди та перекази
Переказ «На Лемацькім»

У Довгому є красне широке поле між рікою Боржавою й горбком Желізарським. Нині воно зветься Лемацьким. Давно це поле не мало своєї окремої назви, лиш від того часу, відколи тут сталася велика подія. Розійшлася вістка між русинами, що "Ракоці рушив з Польщі, щоб визволити народ наш і руську віру від папістів. Розійшлася чутка, що всі русини мають йому допомагати. Спочатку ця чутка розійшлася між лемаками. Лемаки лишили хижі, жінок, дітей, щоб вибороти собі волю. Взяли коси, мотики, сокири, а подекуди ціпи, й збиралися до Марамороша, щоб там зійтися з іншими військами Раковція. Але цісарські генерали дізналися про це. Лемаки з Бережської жупи дійшли лише до Довгого. Там на полі коло села стався перший бій між куруцами й лабанцями, межи русинами й цісарем. Ой, потоком текла там кровця! Дуже много русинів упало, пролляло кров, вояки цісаря були добре озброєні, а наші русини мали лем дух, а не мали зброї. I відтоді це поле зветься «На лемацькім».
Переказ «Про шоромпів»

Цей переказ зберіг до нас такі деталі Довжанської битви, яких немає в жодному з письмових документів. В ньому, зокрема, говориться, як куруци під час переходу через село Довге сказали сільському старості, що «ідуть на довжанське поле битися з лабанцями». Староста їм відповів, щоб не йшли, бо там велика сила. Та вони його не послухали і пішли туди, де зараз Шарампівське поле. На тому полю сталася велика битва. І понад сімдесят лабанців убили куруци. «Між куруцами були як наші руські лемаки так і мадяре. І тому, що більше було лемаків, то поле і сьогодні називається „Лемацьким“. Один мадяр, що був у війську куруців, як побачив, що скільки багато побито лабанців то закричав ож „шором пів“. Се означало, що їх набили шорами (рядами). Від того частина Лемацького поля і по нині так називається»

## Вшанування пам'яті загиблих

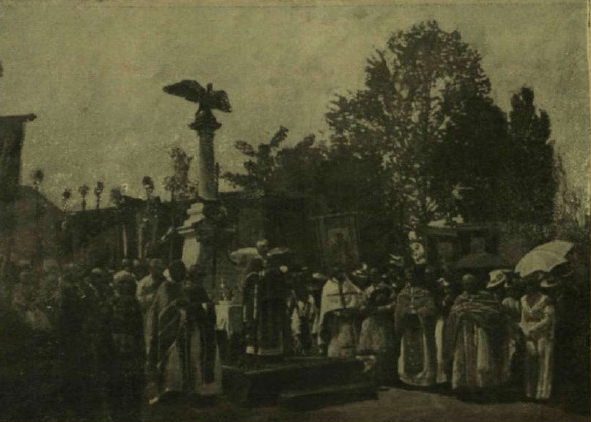
Встановлення пам'ятника куруцам
7 червня 1903 р.

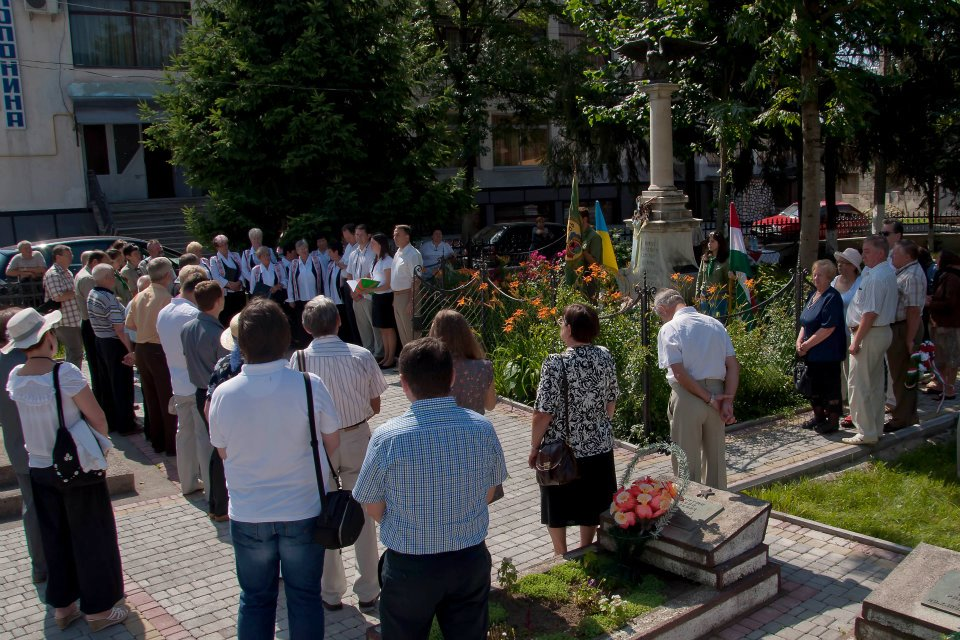
Вшанування загиблих куруців
2012 р.

На братській могилі загиблих повстанців у 1903 році на кошти жителів Довгого та прилеглих сіл було споруджено пам'ятник на честь 200-ліття пам'ятної битви.
На ступінчастій гранітній основі підноситься розвинений п'єдестал з білого мармуру, обрамлений з боків волютами і увінчаний колоною доричного ордеру. На колоні зверху розміщена скульптура бронзового турула. Висота пам'ятника — 3 м.
На лицьовій поверхні п'єдесталу висічений текст:

«С Богом за Отчизну и Свободу!

На памятку первой битвы 7 юнія 1703 года

упавших героев куруцов II. Франца Раковція»

Напис на зворотному боці монументу: «Пролю Кров за Отця, за Матер

Погибну я еще днесь за мнъ заручену невесту

Помру я еще днесь За свою дорогу Отчизну»
В останні роки 7 червня традиційно вшановується пам'ять загиблих куруців з покладанням квітів до монументу та проводиться літургія.